# Нгати Тама

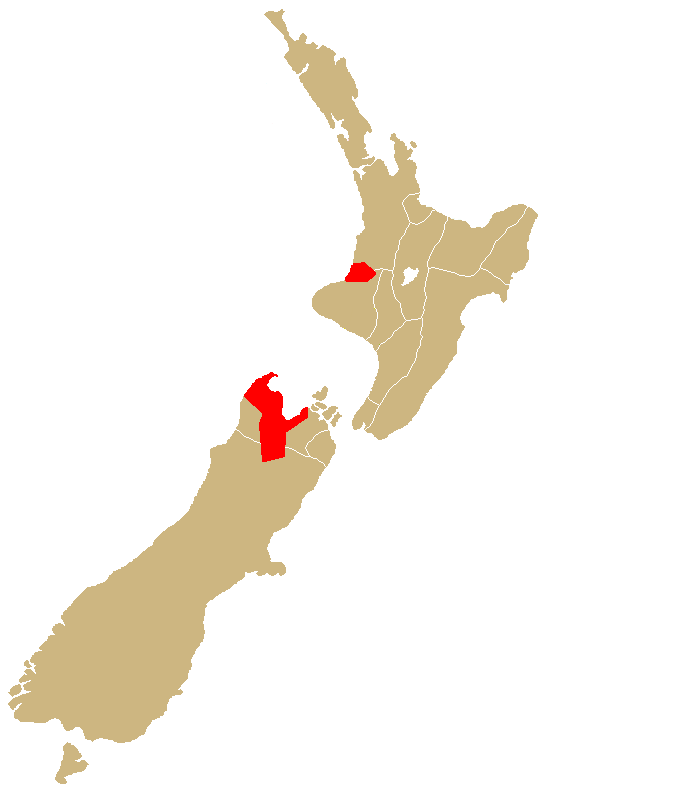
Район расселения племени Нгати Тама на Северном и Южном островах Новой Зеландии

Нгати Тама — историческое племя (иви) маори в современной Новой Зеландии, которое ведёт своё происхождение от Тама Арики, главного навигатора на каноэ Токомару. Племя Нгати Тама проживало на севере региона Таранаки вокруг Поутамы. Река Мохакатино служила их северной границей с племенами Таинуи и Нгати Маниапото. В районе Титоки на юге Нгати Тама граничили с племенем Нгати Мутунга. Тесная географическая близость с племенами Нгати Тоа из Кауи и Нгати Мутунга объясняет длительную, непрерывную и тесную связь между тремя иви.

## История и территория
Нгати Тама мигрировали на юг в 1820-х годах в поисках лучших возможностей (например, торговли), чтобы обеспечить свою безопасность (например, существовала постоянная угроза со стороны вооружённых мушкетами военных отрядов таинуи) и тесные исторические связи с иви Нгати Тоа (основной группой мигрантов, направляющихся на юг в Те Вангануи-а-Тара — ныне Веллингтон). Главный вождь Нгати Тамы Те Пуохо-о-те-ранги (? — 1836/1837) возглавлял экспедицию на юг вместе с Те Каеаеа и другими вождями.
В то время как Нгати Тама был одним из первых племён региона Таранаки, прибывших в регион Веллингтон в 1820-х годах, другие иви, хапу и ванау присоединились к миграции из Таранаки, например, Нгати Мутунга и Те Атиава. Люди из этих трёх иви имеют общее наследие, восходящее к Токомару. Центральные и южные племена региона Таранаки, включая вангануи, также участвовали в переселении на юг.
Данные свидетельствуют о том, что Нгати Тама прибыл в Вангануи-а-Тара в результате ряда миграций из Таранаки (вместе с иви Те Атиава и Нгати Тоа) в 1822 году, участвуя в процессе вторжения, завоевания и оккупации окрестностей Веллингтона к 1824 году. Они столкнулись с иви, которые уже были поселены в Те Вангануи-а-Тара, в том числе Нгаи Тара, Нгати Ира и Нгати Кахунгуну.
В то время как Нгати Тоа и иви Таранаки имели общие пересекающиеся права во всех районах Веллингтона, Нгати Тама поддерживал отдельную и отчётливую идентичность в различных местах Веллингтона. Места проживания Нгати Тама в гавани включали Кайвхара, Пакуао и Рауриму с первого прибытия в 1824 году, Тиакивай (Торндон) после отъезда Нгати Мутунга (в 1835 году).
Поселения Нгати Тама были основаны в Охариу, Макаре, Охауа и Отеронго на западном побережье, а ещё севернее — в Комангараутавири. Нгати Тама также проводили летнюю рыбную ловлю в Окиви и Мукамуке (залив Паллисер).
Нгати Тама поддерживал в Веллингтоне отдельную и отчётливую идентичность и пользовался там правами на занятие промыслом, ловлей рыбы, охотой на птиц и культивацией. Нгати Тама также создал функционирующую организационную структуру, включающую подразделения хапу и ванау, с соответствующими каинга, марае, ваахи тапу и т. д.
Несмотря на давление конкурирующих интересов между племенами Веллингтона, первоначально развивалась процветающая экономика, которая в основном была основана на обслуживании посещающих судов, в частности. В ноябре 1835 года после серии бесед на берегу моря, в которых обсуждалась возможность вторжения на Самоа и остров Норфолк, многие приняли участие в морском вторжении на острова Чатем, которые были ближе. Вместе с Нгати Мутунгой они схватили помощника корабля Lord Rodney и пригрозили убить его, если их не доставят на острова Чатем. После того, как они достигли островов, племена приняли участие в резне около 300 мориори, изнасиловав многих женщин, поработив выживших и разрушив экономику и образ жизни мориори . Некоторые вернулись домой в Таранаки.
В 1835 году, через 24 поколения после того, как вождь мориори Нунуку запретил войну, мориори принял около 900 человек из двух племён маори, Нгати Мутунга и Нгати Тама. Родом из Таранаки на Северном острове Новой Зеландии, они прибыли из Веллингтона на переполненном европейском судне «Родни». Они прибыли сильно ослабленными, но были возвращены к здоровью их хозяевами мориори. Однако вскоре они раскрыли враждебные намерения и приступили к террору.
Ошеломлённые мориори созвали совет из 1000 человек в Те Авапатики, чтобы обсудить их ответ. Молодые мориори стремились дать отпор захватчикам и утверждали, что, хотя они не сражались в течение многих столетий, они превосходили пришельцев числом два к одному и были сильным народом. Но старейшины утверждали, что Закон Нунуку — это священный завет с их богами, и его нельзя нарушать. Последствия для мориори были печальными и разрушительными.
Хотя общее число убитых мориори, по слухам, составляло около 300 человек, ещё сотни были порабощены вторгшимися племенами и позже умерли. Некоторые были убиты своими похитителями. Другие, ужаснувшись осквернению своих верований, умерли от конгенге или отчаяние. Согласно записям, сделанным старейшинами, 1561 мориори умерли в период между 1835 и 1861 годами, когда они были освобождены из рабства. Многие умерли от болезней, занесённых европейцами, но многие умерли от рук Нгати Мутунги и Нгати Тамы. В 1862 году их осталось всего 101. Когда последний известный чистокровный мориори умер в 1933 году, многие думали, что это означает вымирание расы.
В конце 1830-х годов новозеландская компания привезла в Те-Уангануи-а-Тара корабли с европейскими колонизаторами в поисках места для поселения. Воздействие на Нгати Тама европейских поселенцев, которые боролись за ресурсы, было катастрофическим, поскольку вновь прибывшие стали завхатывать земли маори.
Дело Порт-Николсон было сделкой по продаже земли между новозеландской компанией и руководителями в долине Хатт, в которой участвовал вождь нгати тама Те Кайеа. Новозеландская компания думала, что они купили землю у Те-Кайеа, но им дали только якорную стоянку и права порта в гавани Веллингтона.
Британская корона учредила специальную комиссию для расследования продажи земли в Веллингтоне. Комиссия выступила против коренных жителей, но отметила многочисленные ошибки, связанные с продажей земли, его выводы ошибочно предположили, что участие Те Кайеа в сделке в Порт-Николсон было равнозначно полному пониманию и поддержке продажи земли племени Нгати Тама. Несмотря на протесты народа Нгати Тама, англичане помогали поселенцам, предоставив им земли Нгати Тама. Действия короны в Уонгануи-а-Тара были фатальными для маори. Нгати Тама потеряли землю, которую они завоевали в 1822 году.
В 1844 году губернатор Роберт Фицрой принял политику компенсации Нгати Тама. Консультаций не было, и выплата компенсации проходила в краткой форме. Нгати Тама, живущий в Кайвхаравхаре, получил свою долю компенсации в знак протеста, а Нгати Тама, живущий в Охариу, вообще ничего не получили.
В 1847 году Уильям Энсон Макклеверти заключил ряд соглашений с племенем Нгати Тамой, чтобы окончательно урегулировать вопрос о резервах. В общей сложности 200 маори из Нгати Тама получили 2600 акров для резервации. Эти земельные участки (около 13 акров на человека) были выделены в качестве компенсации. Какие бы резервы ни были выделены, их было недостаточно для удовлетворения их потребностей. Полученные земли также были непригодны для возделывания, и посевы были неотъемлемой частью выживания маори.
К 1842 году народ Нгати Тама был насильственно изгнан со своих земель в результате оккупации поселенцами с помощью английской короны. Они искали убежища, поселяясь на земле в долине Хатт, где земля была более продуктивной, чем резервная земля, которую они получили от англичан. Но это длилось недолго; оккупация долины Хатт закончилась в феврале 1846 года, когда британский губернатор Грей изгнал Нгати Тама под угрозой военного вмешательства. Возделываемые земли Нгати Тама, их единственное средство выживания, были разграблены. Вождь нгати тама Те Кайея был сослан в Окленд. Оставшийся народ Нгати Тама был вынужден искать убежища вместе с другими иви и хапу в Веллингтоне или в другом месте, страдая от высоких уровней болезней и смертности. Нгати Тама были вынуждены были продавать резервные земли по необходимости. Когда британская корона завершила свою программу приобретения земли, у Нгати Тама практически не осталось земли. К 1870-м годам Нгати Тама в значительной степени переселились за пределы гавани и был выселен.
Воздействие на Нгати Тама было значительным. Люди Нгати Тама были рассеяны вторжением племён Уайкато во время Мушкетных войн 1820-х годов. Затем многие покинули регион Веллингтон, в который они раньше вторглись и завоевали, чтобы принять участие в морском вторжении на острова Чатем. Некоторые маори выжили, многие в группах ванау, живя с другими иви и хапу. Но в Веллингтоне не было организованного формального присутствия Нгати Тама Иви.
В отсутствие организованной организации, представляющей Нгати Тама в регионе Веллингтон, другие маорийские племена, такие как Нгати Тоа и Те Атиава, взяли на себя ответственность за соблюдение интересов Нгати Тама. В частности, Wellington Tenths Trust непосредственно представлял интересы своих бенефициаров, а именно тех лиц и их потомков, которые были названы собственниками заповедников Нгати Тама в регионе Веллингтона в XIX веке.

## Закон об урегулировании претензий Нгати Тама 2003 года
В 2003 году исторический договор племён маори о претензиях Вайтанги был разрешён с принятием Закона об урегулировании претензий Нгати Тама 2003 года. Поселения Нгати Тама получили конкретные финансовые льготы.

## Последние финансовые проблемы
В 2003 году Нгати Тама получил 14,5 миллиона долларов в качестве окончательного договора об урегулировании Вайтанги. В 2012 году газета NZ Herald сообщила, что племя потеряло все свои инвестиции в размере 20 миллионов долларов, организованные главным исполнительным директором Ngati Tama Iwi Development Грегом Уайтом, который ушёл в отставку. Деньги были вложены в неудачную сделку по рыболовству с зарубежной фирмой и австралийской фирмой «My Virtual Home», которая обанкротилась, потеряв 12,5 миллиона долларов и не имея активов. Сообщалось, что у племени остался только 1 миллион долларов. TVNZ сообщил, что ржавеющее морское рыболовное судно, участвующее в сделке, привязано в новозеландском порту.
Представитель иви Нгати Мутунги, соседей Нгати Тамы и двоюродный брат Грега Уайта, сказал, что Нгати Тама пошли на больший риск со своими деньгами и заплатил за это.
Грег Уайт, бывший рабочий-морозильщик и кровельщик, основал группу компаний; Eel Enhancement Co., Original Pipe traders, Open Group, Ikatuna и My Virtual Home. Грег Уайт или его отец были единственными акционерами некоторых из этих фирм. Уайт был директором четырёх фирм. Уайт был также директором рыболовной компании Te Tai A Kupe и Tu’ere Fisheries. Грег Уайт в 2001 году жёстко раскритиковал прежних попечителей Нгати Тама, заявив, что некомпетентность в управлении фондами была обычным делом.
Содиректор Open Group утверждает, что Грег Уайт и его профессиональные советники намеревались уничтожить фирму, называя их корпоративными убийцами. Грег Уайт использовал возвращённые договорные земли (за исключением Департамента охраны природы) площадью 1904 гектара в качестве гарантии для покрытия расходов и убытков, возникших в результате продолжающегося судебного спора с Дэвидом Филипсом, директором Open Group. Последний был обеспокоен тем, что Нгати Тама не может выполнить свои финансовые обязательства после того, как он прочитал в средствах массовой информации, что совместная рыболовная компания Нгати Тама потерпела крах.

## Радиостанция
Te Korimako O Taranaki — это радиостанция Нгати Тама и других племён регионов Таранаки, включая Нгати Мутунга, Те Атиава, Нгати Мару, Таранаки, Нгаруахине, Нгати Руануи и Нгаа Рауру Киитахи. Радио начало работать в кампусе Bell Block Политехнического университета Таранаки в 1992 году и переехало в кампус Spotswood в 1993 году. Оно доступно на 94,8 FM по всему региону Таранаки.

## Известные люди
- Эйрини Нга Роймата Греннелл (1910—1988), новозеландская певица, пианистка и телеведущая
- Хурия Матенга (ок. 1842—1909)
- Те Киоре Паремата Те Вахапиро (1822—1845)
- Уильям Барнард Родс-Мурхаус (1887—1915), британский лётчик
- Уильям Генри Родс-Мурхаус (1914—1940), британский лётчик-ас, сын предыдущего
- Te Kaeaea (? — 1871)
- Те Пуохо-о-те-ранги (? — 1836/1837), один из вождей Нгати Тама
- Вайтаоро (1848—1929).